# 布拉德·拉芬斯佩格

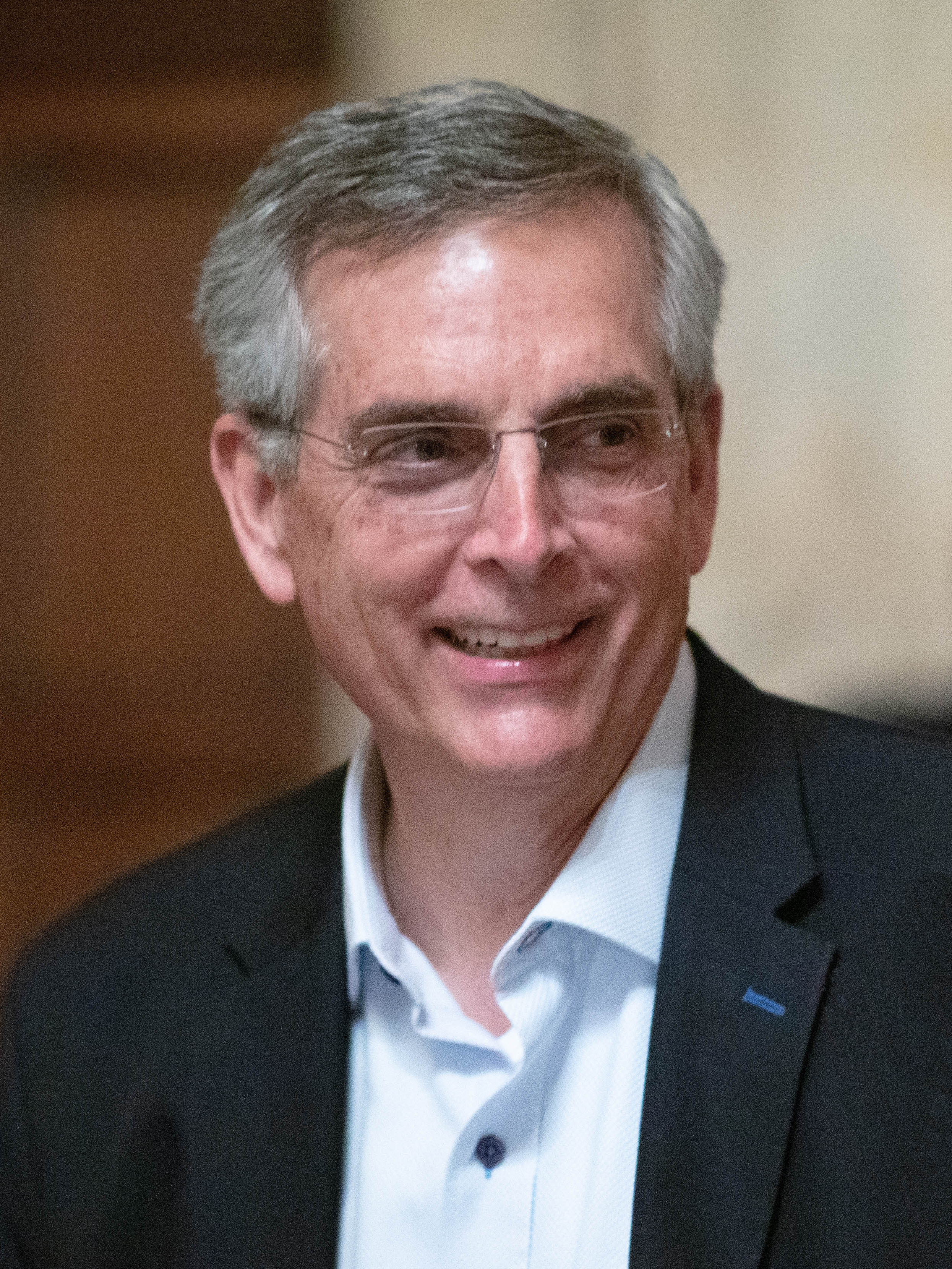
布拉德·拉芬斯佩格（2022年）

布拉德·拉芬斯佩格（英語：Bradford Jay Raffensperger，1955年5月18日—） 是美國商人、土木工程師和政治家，自2019年以來擔任喬治亞州州務卿。他是共和黨成員，之前曾在喬治亞州眾議院代表第50選區。
在2020年美國總統選舉後，拉芬斯珀格在全國範圍內引起了廣泛關注，當時現任總統唐納德·特朗普敗選。特朗普拒絕接受失敗，提出了虛假的欺詐指控，並展開了一場無果的漫長運動，試圖推翻選舉結果。作為這場運動的一部分，特朗普在2021年1月2日進行了一次錄音電話，試圖說服拉芬斯佩格更改喬治亞州的選舉結果，以有利於特朗普。拉芬斯佩格拒絕這樣做，並表示即將卸任總統的說法是基於謊言。
拉芬斯佩格在2022年喬治亞州州務卿選舉中再次當選，在共和黨初選中擊敗了特朗普支持的約迪·希斯，並在大選中擊敗了民主黨挑戰者比·阮。